# Штаткил
Штаткил (њем. Stadtkyll) општина је у њемачкој савезној држави Рајна-Палатинат. Једно је од 109 општинских средишта округа Вулканајфел. Према процјени из 2010. у општини је живјело 1.529 становника. Посједује регионалну шифру (AGS) 7233240.

## Географски и демографски подаци
Штаткил се налази у савезној држави Рајна-Палатинат у округу Вулканајфел. Општина се налази на надморској висини од 450 метара. Површина општине износи 20,8 km². У самом мјесту је, према процјени из 2010. године, живјело 1.529 становника. Просјечна густина становништва износи 74 становника/km².